# Морозевич Борис Дмитрович
Морозевич Борис Дмитрович (1910—1989) — радянський і український звукооператор.

## Біографічні відомості
Народився 24 липня 1910 р. в м. Одесі в родині службовця. Закінчив Хабаровський інститут зв'язку (1942).
Працював асистентом звукооператора на Одеській кінофабриці, звукооператором на Хабаровській, Алма-Атинській, Ростовській-на-Дону і Північно-Кавказькій студіях кінохроніки (1934–1953), Кишинівській кіностудії (1953–1954).
З 1954 р. — звукооператор Одеської студії художніх фільмів.
Був членом Спілки кінематографістів України.
Помер 7 липня 1989 р.

## Фільмографія
Брав участь в оформленні кінокартин:
- «Весна на Зарічній вулиці» (1956)
- «Орлятко» (1957)
- «Зелений фургон» (1959)
- «Чорноморочка» (1959)
- «Світло у вікні» (1960)
- «Компаньєрос» (1962)
- «Сповідь» (1962)
- «Царі» (1965)
- «Формула райдуги» (1966)
- «День янгола» (1968)
- «Щасливий Кукушкін» (1970) та ін.